# الكمالية (أحواض عمان)

## منطقة الكمالية
منطقة الكمالية (Al Kamalyah)، تُعد واحدة من المناطق الجبلية العالية، تقع في نهاية طريق منطقة صويلح إلى الشمال الغربي في العاصمة عمان، بإتجاه محافظة السلط، كما أنها تعتبر واحدة من الأحياء الموجودة في صويلح إلى جانب كل من حيّ الرحمانية والبشائر، وتطل على كل من منطقة صافوط وعين الباشا ومخيم البقعة، وتتبع إلى بلدية صويلح وأمانة عمان الكُبرى، كما عُرفت باسم منطقة إم النعاج.
مناخ منطقة الكمالية
تُعتبر الكمالية واحدة من المناطق الباردة نسبياً في فصل الشتاء، ويعود ذلك كونها تقع على منطقة جبلية مرتفعة، ومعتدلة في فصل الصيف، كما أنها تتمتع بطقس لطيف على مدار السنة.  